# شيلمان (ننور)
شیلمان (بالفارسية: شیلمان) هي قرية تقع في إيران في قسم ننور الريفي. يقدر عدد سكانها بـ 65 نسمة بحسب إحصاء 2016.